# Ladislas Folkierski (père)
Pour les articles homonymes, voir Folkierski.
Ladislas Folkierski, né le 24 octobre 1841 à Varsovie et mort le 24 avril 1904 à Zakopane, est un ingénieur et mathématicien polonais naturalisé français, auteur de nombreux travaux sur le calcul différentiel et intégral et constructeur de chemins de fer et de lignes télégraphiques au Pérou. Il ne doit pas être confondu avec son fils, Władysław Folkierski (1890-1961), intellectuel et homme politique polonais.

## Biographie
Ladislas Folkierski est né à Varsovie le 24 octobre 1841, fils de Pierre Alexandre Folkierski et de Barbe Rydecka. Officier du génie dans l'armée polonaise, il est compromis dans l'Insurrection de Janvier 1863 et quitte la Pologne. 
Il poursuit ses études d'abord à l'École polytechnique de Karsruhe puis en France. 
Licencié es-sciences mathématiques de la faculté des sciences de Paris, ingénieur des ponts et chaussées, professeur de mécanique à l'École supérieure polonaise de Montparnasse, il est l'un des cofondateurs, en 1870, de la Société polonaise des sciences exactes de Paris (dont le président était le mécène et collectionneur Jan Działyński, 1829-1880), et rédacteur en chef du Mémorial de la Société polonaise des sciences exactes. 
Il prend part, en tant qu'officier étranger, à la guerre de 1870-1871 dans le corps du génie, comme ingénieur électricien. Il se distingue pendant le siège de Paris au Fort de la Briche ainsi qu'aux combats d'Épinay (30 novembre 1870) et du Bourget (21 décembre 1870), ce qui lui vaut d'être fait chevalier de la Légion d'honneur par décret du 7 février 1871. 
Il est naturalisé français le 5 octobre 1871.  
En 1873-74, il se rend au Pérou où il travaille pour le gouvernement. En 1875, il fait partie, avec Habich, de la commission établie par le président Manuel Pardo y Lavalle en vue d'établir un projet de règlement général pour l'instruction publique. Le 18 mars 1876, le règlement est promulgué, qui rend obligatoire et gratuite l'instruction primaire. Une école des travaux publics et des mines, l'Universidad Nacional de Ingeniería, est également instituée et sera inaugurée le 23 juillet de la même année. 
Il enseigne à l'université nationale principale de San Marcos de Lima entre 1876 et 1885. Doyen de la Faculté des sciences le 12 avril 1876, il est l'un des quatre mathématiciens qui ont fondé la première Académie des sciences du Pérou. 
Pendant la guerre avec le Chili (1879-1884), il fortifie les ports de La Punta et de Callao. Il dirige surtout la construction de lignes de chemin de fer, participe à la reconstruction du réseau ferroviaire du sud, dévasté par la guerre, ainsi qu'à la construction de la ligne qui dessert le lac Titicaca (où il réussit la première navigation à vapeur en 1883), supervise la création du chemin de fer du réseau central et effectue les travaux préliminaires qui mèneront à la construction du chemin de fer de Pacasmayo. Il construira encore des lignes télégraphiques, notamment entre les villes de Puno (sur le lac Titicaca) et Cuzco. 
Il revient à Paris en 1889. Il est en Galicie en 1892 où il construit des chemins de fer à travers les Carpathes, travaillant aux lignes Stanisławów-Woronienka et Chabówka-Zakopane. Il meurt à Zakopane, le 24 avril 1904.

## Famille
Ladislas Folkierski épousa le 12 mai 1877, à Paris (8e), Julie de Léliva, fille d'Alexandre Krysiński, comte de Léliva. 
Ils eurent cinq enfants : 
- Carlos Folkierski, né à Lima (Pérou) le 8 janvier 1878.
- Maria Lucia Eliza Folkierski, née à Lima (Pérou) le 25 juin 1879.
- Maria Julia Elena Folkierski, née à Lima (Pérou) le 5 mai 1882.
- Marie Inès Sophie Trinidad Folkierski, née à Lima (Pérou) le 3 mai 1884.
- Władysław Folkierski, né à Paris (8e) le 6 février 1890, décédé à Londres le 3 juin 1961.

## Œuvres
- Éléments du calcul différentiel et du calcul intégral, avec des applications — Tome I : Calcul différentiel, in-8, 1087 pages, 136 figures (1870).
- Éléments du calcul différentiel et du calcul intégral, avec des applications — Tome II : Calcul intégral, in-8, 752 pages, 76 figures (1873).
- Éléments du calcul différentiel et du calcul intégral, avec des applications — Tome III : Intégration des équations différentielles et calcul des variations.
- Sur les équations simultanées aux dérivées partielles, 30 pages (1874).
- La Société des sciences exactes à Paris ; son origine et son développement. L'histoire de la Société scientifique polonaise qui existait à Paris depuis 1870 jusqu'à 1882, 25 pages.